# Řešení sporů online
Řešení sporů online (anglicky Online dispute resolution, též ODR) je služba, kterou nabízí Evropská komise jako "nestranné a efektivní online řešení spotřebitelských problémů". Je to například způsob, jak vrátit zboží e-shopům, které mají sídlo v jiné zemi Evropské unie.

## Popis služby
Stížnost se musí týkat zboží či služby zakoupených přes internet. Spotřebitel vyplní formulář stížnosti ve svém rodném jazyce. Součástí platformy je překladatelská služba, která asistuje při sporech stran z různých jazykových oblastí. Předpokládá se vyřízení stížnosti do 90 dnů.
Na stránkách ODR se registrují subjekty, které nabízejí mimosoudní řešení sporů. Všechny tyto subjekty byly schváleny z pohledu nestrannosti, efektivity a dostupnosti. Výjimku tvoří Rumunsko a Španělsko, kde nejsou (rok 2018) v systému k dispozici žádné subjekty. Předpokládá se, že zákazník se s obchodníkem shodne na nestranném orgánu, který záležitost pomůže vyřešit. Řešení sporu touto cestou je obvykle rychlejší a levnější než podání žaloby u soudu.
Místní zvláštnosti
V některých zemích a vyjmenovaných případech si může stěžovat také e-shop. Stížnost na spotřebitele lze podat pouze v těchto zemích: Belgie, Lucembursko, Německo, Polsko.

## Řešení sporů v ČR
V České republice řeší nakupování na internetu občanský zákoník. Smlouva na dálku je uzavřena ihned v okamžiku odeslání objednávky.
- Pro odstoupení od smlouvy je stanovena lhůta, která se počítá ode dne převzetí. Pokud obchodník zákazníka o lhůtě neinformoval, tato se prodlužuje. Do 14 dnů pak má obchodník vrátit peníze, a to včetně nákladů na dopravu.
- Reklamace musí být umožněna stejnou cestou jako došlo k doručení zboží. Do tří dnů po převzetí vadného zboží musí být zákazník informován jak bude vada odstraněna.[3]

ODR podporují Česká obchodní inspekce, Český telekomunikační úřad a Finanční arbitr, služba byla spuštěna v únoru 2016.